# Лосев, Александр Лукич
Александр Лукич Лосев (1846—1917) — русский купец и предприниматель, мануфактур-советник (1895), Почётный гражданин города Владимира (1906).

## Биография
Родился в 1846 году (по другим данным в 1850 году) в известной купеческой семье Луки Васильевича Лосева, также Почетного гражданина Владимира (1873). Его дядя — Матвей Васильевич (1819—1874) — тоже был купцом и тоже Почетным гражданином Владимира (1873).
Начальное образование получил в родительском доме, затем окончил московскую частную Гимназию Креймана. Александр не только продолжил дело, начатое отцом и дядей, но пошел дальше. В 1860 году он был записан в Московское купечество. С 20 лет принимал участие в фабричном деле «Товарищества Собинской мануфактуры бумажных изделий», став ее директором-распорядителем в 1883 году. По состоянию на 1874 год Александр Лосев служил директором Нижегородской временной конторы Государственного коммерческого банка, был заседателем во 2-м департаменте Московской гражданской палаты, членом учётного и ссудного комитетов Московской конторы Государственного банка и выборным от купеческого общества.

### Собинская мануфактура и благотворительность
Под руководством А. Л. Лосева «Товарищество Собинской мануфактуры» превратилось в одну из самых крупных и преуспевающих фирм в текстильной промышленности Российской империи. В 1870 году на Всероссийской мануфактурной выставке в Санкт-Петербурге предприятие удостоилось золотой медали «за хорошего качества пряжу и миткали, при обширном производстве». В 1882 году на Всероссийской промышленно-художественной выставке в Москве оно получило высшую награду — право изображения Государственного герба на своих вывесках и изделиях. Александр Лукич Лосев, как управляющий мануфактурой, был награжден золотой медалью для ношения на Станиславской ленте.
Александр Лосев проявлял заботу о нуждах рабочих Собинской мануфактуры. Для рабочих были построены жилые помещения, для их детей построил училище. Он же устроил школу кройки и женских рукоделий для заканчивающих курс в школе девочек, дочерей фабричных рабочих. В 1884 году на его средства близ фабрики была построена церковь Воскресения Христова. Благотворительность купца и предпринимателя была отмечена 3 февраля 1891 года орденом Св. Анны 3-й степени. За эту и другую благотворительную деятельность 3 апреля 1906 года император Николай II утвердил ходатайство Владимирской городской думы о присвоении Александру Лукичу Лосеву звания Почетного гражданина города Владимира. В 1918 года собинская фабрика была национализирована, в 1922 году она была названа «Коммунистический авангард».
Также существенным благотворительным мероприятием стало основание Лосевым училища в Стрелецкой слободе. Строительство училища выполнялось материалами, присылаемыми Александром Лукичом. В 1903 году на его средства была оборудована кухня; куплены кровати, одеяла, одежда и учебные пособия; благоустроен двор. А за особые труды по должности члена Учетно-ссудного Комитета московской конторы 1 января 1903 года он был удостоен очередного ордена — Св. Владимира 4-й степени. В 1905 году на его пожертвования был построен новый двухэтажный каменный дом для слепых девочек и женщин на 40 человек.

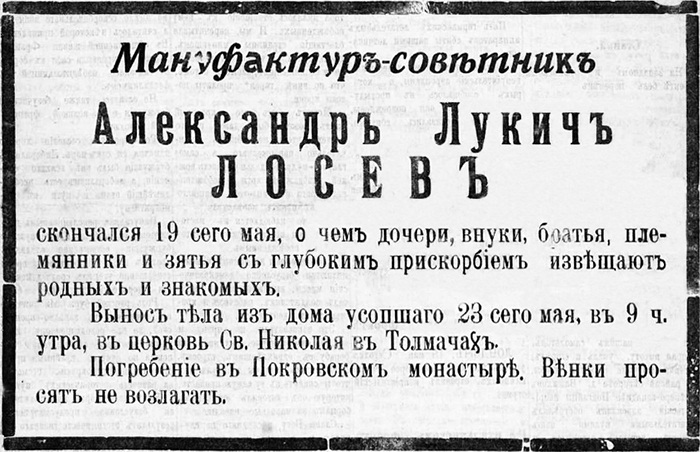
Некролог

Ещё одним его крупным детищем на почве благотворительности стало строительство во Владимире здания «Дом дешевых квартир имени Луки Васильевича и Пелагеи Ивановны Лосевых, Матвея Васильевича и Евдокии Степановны Лосевых», который был освящён 8 марта 1915 года. Дом был отстроен по проекту городского архитектора Жарова Сергея Матвеевича на месте ночлежки и сохранился до настоящего времени.
Умер после продолжительной болезни 19 мая 1917 года в Москве. Был похоронен на кладбище Покровского монастыря в Москве.